# Отто Зур
Отто Ернст Генріх Герман Зур (нім. Otto Ernst Heinrich Hermann Suhr; 17 серпня 1894, Ольденбург, Німецька імперія, — 30 серпня 1957, Західний Берлін) — німецький політик, член СДПН, правлячий бургомістр Західного Берліна (з 11 січня 1955 року).

## Біографія

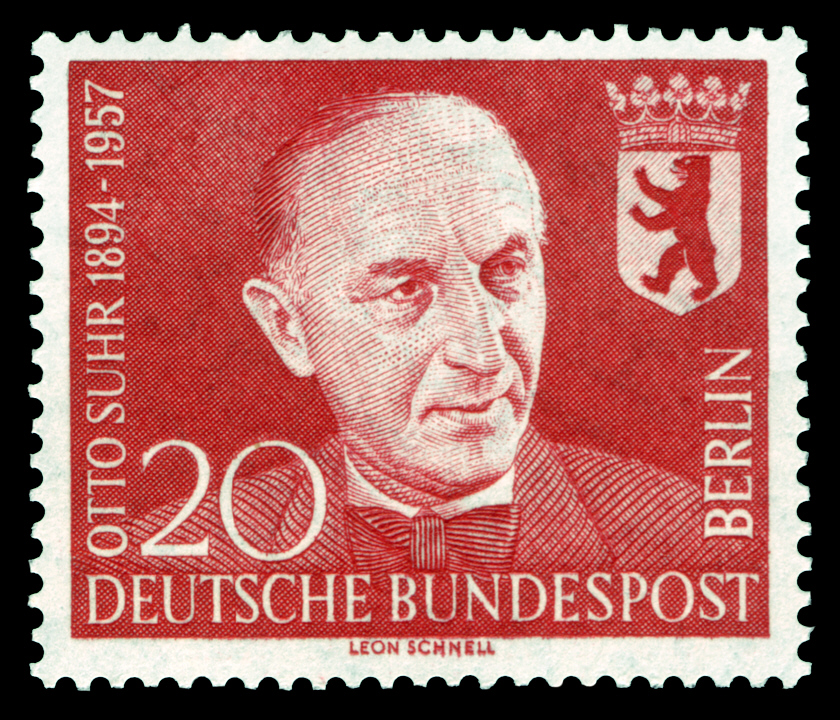
Поштова марка Західного Берліна (1958) до першої річниці смерті

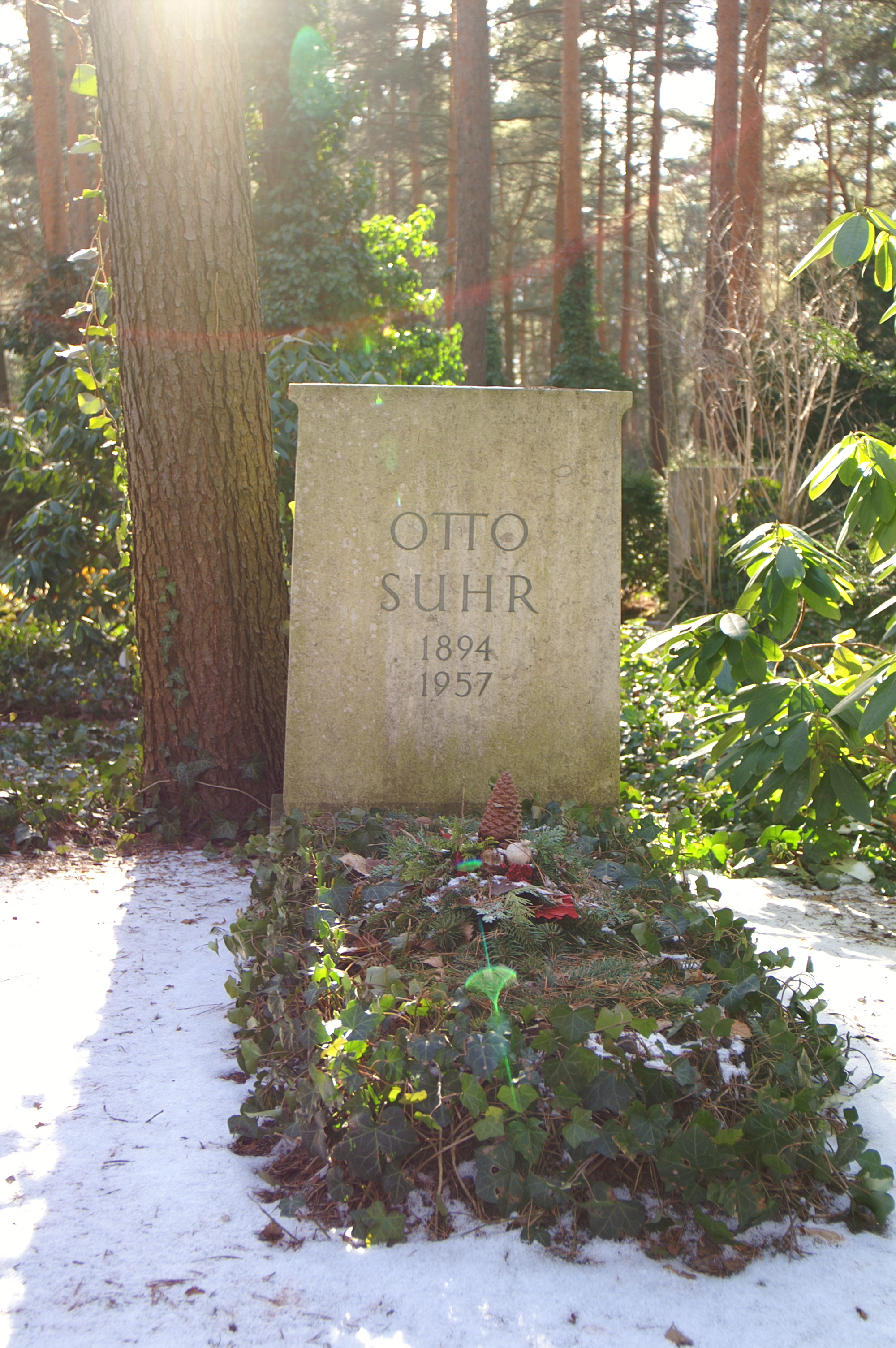
Могила Отто Зура на Целендорфском лісовому кладовищі

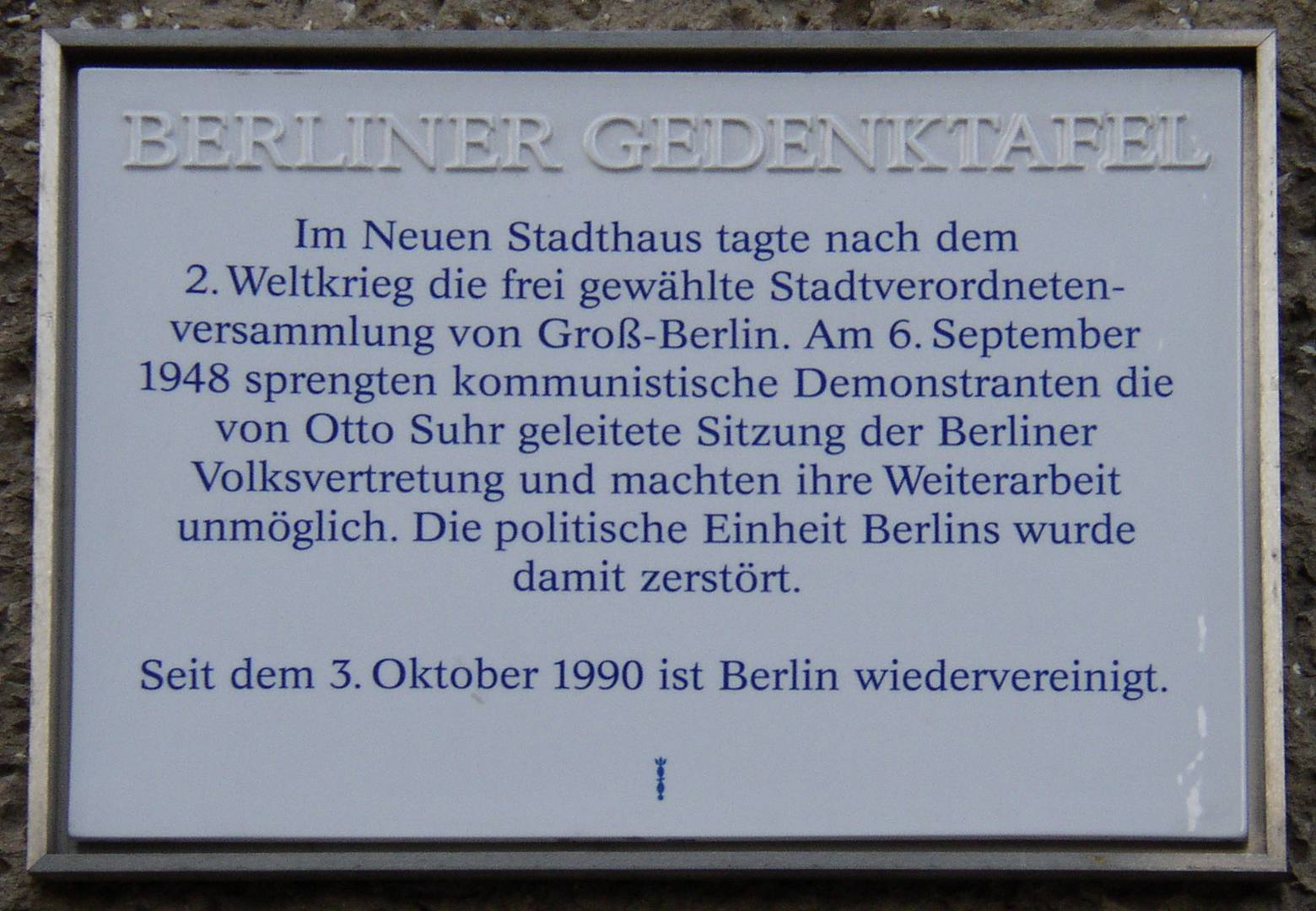
Меморіальна дошка на Парохиальштрассе, 1-3 (берлінський район Мітте)

У віці дев'яти років переїхав разом з родиною в Оснабрюк, а чотирма роками пізніше в Лейпциг. У 1914 році почав вивчення економіки, історії та журналістики. Практично відразу в зв'язку з початком Першої світової війни і закликом в армію був змушений перервати навчання на п'ять років. У 1922 році став секретарем у справах робітників у Загальному об'єднання німецьких профспілок. В наступному році отримав ступінь доктора наук.
В 1933—1935 роках працював редактором берлінського тижневика «Blick in die Zeit», а також економічних публіцистом газети «Frankfurter Zeitung» та ілюстрованого журналу «Deutscher Volkswirt». В цей час Зур жив за адресою Кройцнахерштрассе, 28 в берлінському районі Вільмерсдорф.
Незабаром Зур одружився і переїхав в Далем, на Хюнигерштрассе, 4.
У 1946—1950 роках спільно з Луїзою Шредер працював відповідальним редактором журналу «Das sozialistische Jahrhundert», який виходив раз в два тижні (тираж 20 000 примірників; в період блокади Західного Берліна скоротився до 10 000).
З 1946 року був членом і — до 1951 року — головою міської зборів депутатів Берліна.
10-23 серпня 1948 року в Херренкимзе працювало Конституційні збори, яким належало виробити принципи майбутнього основного закону Німеччини. Зур брав у ньому участь як делегат від Берліна, який не має права голосу.
У 1948—1949 роках входив до складу Парламентського ради. З 1948 до 1955 року в якості директора керував Німецької вищою школою політики (нині Інститут Отто Зура при Вільному університеті Берліна).
В 1949 році був обраний депутатом бундестагу, де залишався до 31 січня 1952 року.
З 1951 по 1953 рік був одним із членів правління товариства «Студентська позичкова каса». З 1951 по 1954 рік був президентом берлінської палати депутатів.
У 1954 році був нагороджений Великим хрестом 1-го ступеня ордена «За заслуги перед Федеративною Республікою Німеччина».
На виборах в берлінську палату депутатів у грудні 1954 року Зур був першим у списку кандидатів від СДПН, а сама партія планувала досягти абсолютної більшості голосів. СДПН, за яку віддали голоси 44,6 % виборців, за пропозицією Зура утворила коаліцію з ХДС, яка отримала в палаті три чверті місць. У січні наступного року Зур був обраний правлячим бургомістром Західного Берліна. 21 липня 1957 року він був обраний президентом бундесрату, але 30 серпня, до офіційного вступу на посаду, він помер від лейкемії.
Похований на Целендорфском лісовому кладовищі в Николасзе.
Через чотири дні після смерті Зура вулиця Берлинерштрассе в Західному Берліні була перейменована в Отто-Зур-алеї.

## Твори
- Die Organisationen der Unternehmer, 1924.
- Die Welt der Wirtschaft vom Standort des Arbeiters, 1925.
- Die Lebenshaltung der Angestellten, 1928.
- Angestellte und Arbeiter. Wandlungen in Wirtschaft und Gesellschaft, et al., 1928.
- Tarifverträge der Angestellten, 1931.
- Eine Auswahl aus Reden und Schriften, 1967.